# Legio IIII Macedonica
La Legio IV Macedonica était une légion romaine constituée par Jules César en 48 av. J.-C. avec des légionnaires italiens. Son symbole était le taureau, comme pour toutes les légions de César, et un capricorne. Elle fut licenciée par l'empereur Vespasien en 70 et remplacée par la Legio IV Flauia Felix. 

## Origine de la légion
En 49 av. J.-C., Jules César avait franchi le Rubicon, s'engageant ainsi dans une guerre civile avec Pompée. En 48, Pompée, Caton le jeune et la partie conservatrice du Sénat s'étaient enfuis en Grèce. César se prépara à les suivre. C'est à ce moment qu'il a pu constituer la Legio IV. L'emblème du Capricorne montre toutefois que la légion avait des liens forts avec Auguste et qu'il joua un rôle déterminant dans les premiers temps de l'unité. Si elle a été créée en -48 comme peut le laisser penser son numéro la légion a pu combattre à Dyrracchium et à Pharsale. Pompée vaincu, elle a pu être cantonnée en Macédoine, où elle reçut son surnom. Toutefois le surnom de Macedonica n'apparaît dans nos sources qu'à partir de sa présence en Espagne. On peut penser qu'en -44 la légion se trouvait en Macédoine, en prévision des projets militaires de César en direction de l'Orient et sans doute des Parthes. C'est à ce moment que la légion a pu nouer des liens avec Octave, le fils adoptif de César. Elle le soutint en tout cas dans les guerres civiles qui suivirent la mort de César. Elle fut à ses côtés lors de la campagne de la Bataille de Modène où elle essuya de graves pertes. Puis elle retourna en Macédoine se battre contre les meurtriers de César à la bataille de Philippes en -42. Elle participe ensuite à la Guerre de Pérouse comme en témoigne la présence de balle de fronde portant son numéro. Dix ans plus tard, elle combat contre Marc-Antoine à la bataille d'Actium en -31. Octave installa des vétérans de la légion à Firmum Picenum.

## La légion en Espagne

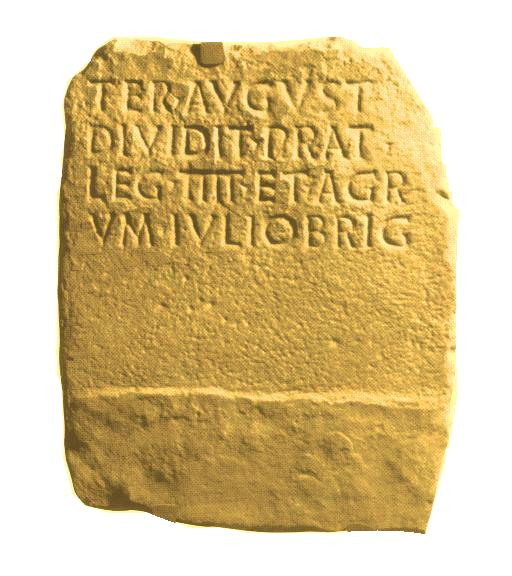
Borne retrouvée en Espagne indiquant la limite entre les prata de la légion IV Macedonica et le territoire de la cité de Juliobriga

En -30, Octave, devenu Auguste, envoya la légion en Tarraconaise (Hispania Tarraconensis) pour prendre part aux guerres cantabres. La date exacte de son arrivée et ses mouvements sont cependant mal connus. À partir de -15 environ elle semble avoir tenu sa garnison à Herrera de Pisuerga. Des territoires lui furent affectés, notamment des prata - prairies -  et leurs limites furent précisés par des bornes épigraphiques : la légion faisait partie de la garnison permanente que l'empire laissait en Espagne après la conquête du nord-ouest de la péninsule et qui comptait alors trois légions 

## La légion en Germanie
Entre 39 et 43 après Jésus Christ, la Legio IV Macedonica fut transférée  en Germanie supérieure pour remplacer la Legio XIV Gemina à Moguntiacum (l'actuelle Mayence). Avec la Legio XXII Primigenia, la légion soutint Vitellius, le gouverneur de Germanie supérieure pendant l'Année des quatre empereurs (68-69) ; elle participa aux combats, d'abord contre Othon puis contre Vespasien, qui finit par l'emporter et par devenir empereur. 
Pendant la révolte des Bataves (69/70), La IVe Macedonica protégea Mayence et combattit les rebelles sous le commandement de Q. Petillius Cerialis. Sa conduite fut exemplaire. Mais Vespasien ne se fiait pas aux hommes de la IVe légion, probablement à cause du soutien qu'elle avait apporté à Vitellius. La légion fut dissoute en 70. Une nouvelle légion fut reconstituée sous le nom de Legio IV Flavia Felix sans doute à partir de la réorganisation d'une partie au moins de la IV Macedonica.